# Colonie della benevolenza
Le Colonie della benevolenza sono ex colonie di lavoro, situate nelle province di Drenthe e Anversa nell'allora Regno Unito dei Paesi Bassi. Furono istituite nel 1818 dalla Società della Benevolenza per combattere la povertà prevalente. Il progetto fu un esperimento sociale unico in Europa ed è stato l'inizio dei Paesi Bassi come stato sociale. Diverse colonie sono state aggiunte congiuntamente alla lista del patrimonio dell'umanità dell'UNESCO nel luglio 2021 alla 44ª sessione della Commissione del patrimonio mondiale a Fuzhou. Non tutte le colonie fanno parte del patrimonio dell'umanità; le colonie selezionate sono Frederiksoord, Wilhelminaoord e Veenhuizen nei Paesi Bassi e la colonia di Wortel in Belgio. Nel 2019 hanno ottenuto il Marchio del patrimonio europeo.

## Storia

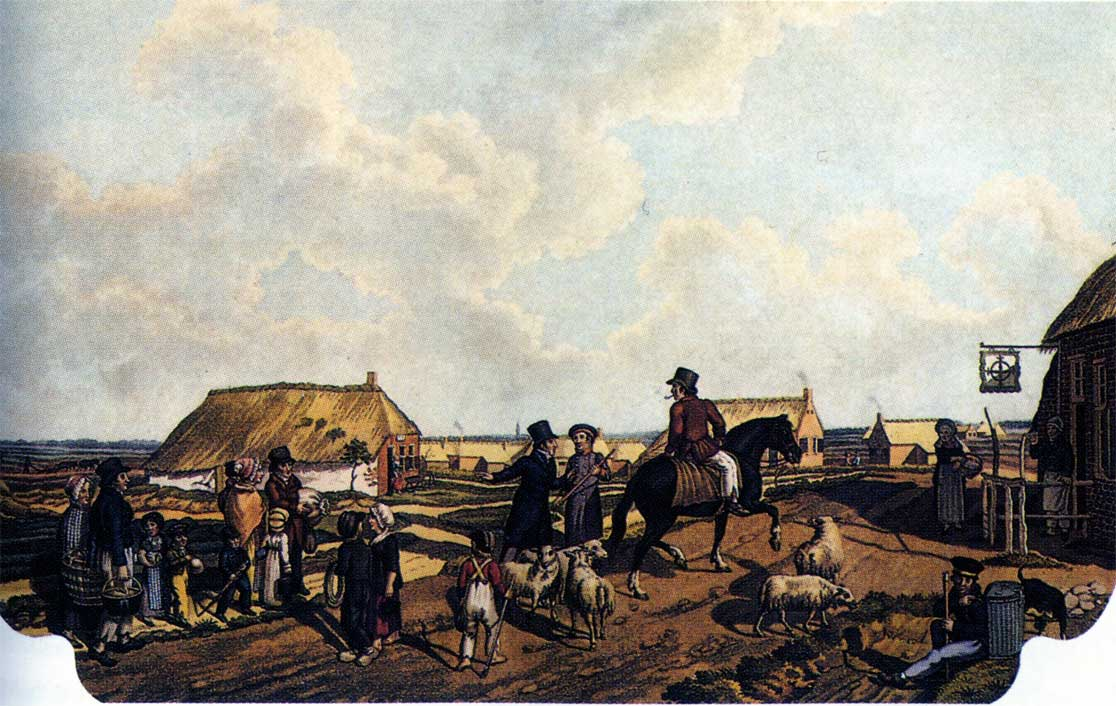
Colonia di Willemsoord.

Nel XIX secolo venne fondata la Società di Benevolenza, un'organizzazione privata che si proponeva aiutare le famiglie povere, per lo più delle grandi città, a costruirsi il proprio sostentamento come agricoltori. Nel XX secolo l'enfasi del lavoro si spostò dall'alleviamento della povertà alla gestione delle terre coltivate e forestali.

### Riduzione della povertà nel XIX secolo
All'inizio del XIX secolo, dopo la dominazione francese, i Paesi Bassi erano fortemente impoveriti. Molte famiglie nelle città e nelle campagne vivevano in situazioni disastrose. Di conseguenza, i cappellani di Amsterdam, nel 1812, si presero cura di più di 3.600 orfani. Fu Johannes van den Bosch, che riconobbe questo problema e cercò di mettere in atto provvedimenti per cercare di sradicare la povertà. Alla fine, il suo progetto fallì, perché i rendimenti deludenti lo costrinsero a prendere in prestito denaro, ancora e ancora, per mantenere le colonie.
Per i coloni, il collocamento nelle cosiddette colonie libere significava un enorme intervento sulle loro vite. Molti vennero "trapiantati" dalla grande città in un ambiente a loro estraneo, come la campagna di Drenthe. Alcuni riuscirono ad adattarsi, ma altri sono tornarono volentieri al loro luogo di origine.

### Istituzione
Nel 1818 la Società di Benevolenza fu fondata da generale Johannes van den Bosch che voleva aiutare le famiglie povere dopo la dominazione francese. Van den Bosch acquistò un terreno incolto a Drenthe in modo che i poveri potessero coltivarlo. La Westerbeek nella tenuta Westerbeeksloot, nell'attuale Frederiksoord, divenne il centro amministrativo della Società di Benevolenza.

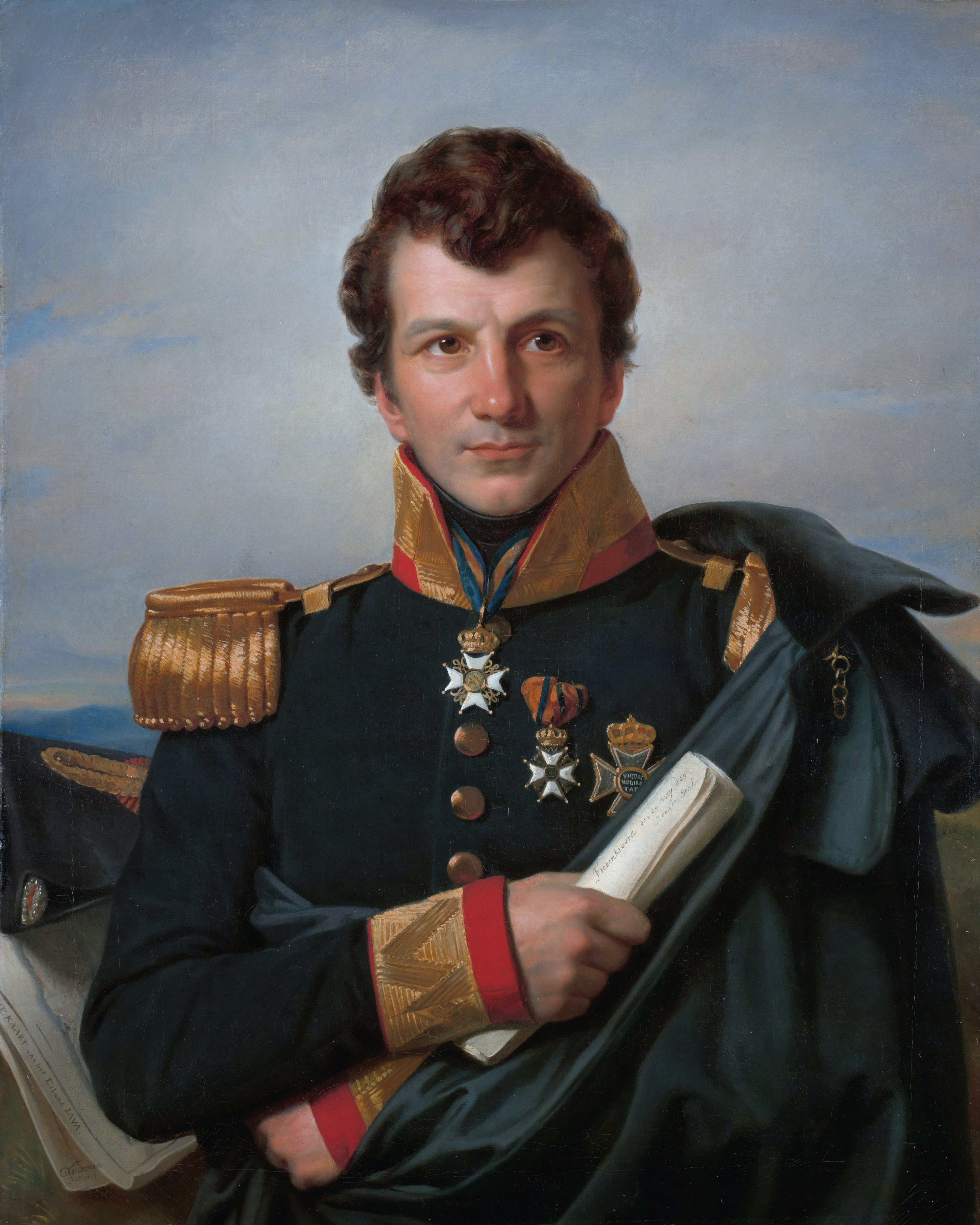
Johannes van den Bosch

Nel preambolo di una petizione firmata da Johannes van den Bosch nel 1818 al re Guglielmo I:
La petizione sfociò nei Regi Decreti del 6 novembre 1822 e del 10 luglio 1824, che decretavano che i figli il cui mantenimento a carico del Comune costava più di 30 fiorini annui fossero trasferiti alle colonie di Benevolenza.
In seguito alla Società di Benevolenza, che era diventata attiva nei Paesi Bassi settentrionali, nel 1822 venne fondata la Maatschappij van Welfare van de Zuidelijke Nederlanden in quelli che allora erano i Paesi Bassi meridionali.

## Colonie

### La colonia di prova
Johannes van den Bosch si mise al lavoro con energia. Il 25 agosto 1818, una settimana dopo l'acquisto della tenuta di Westerbeeksloot da parte della Compagnia, pose la prima pietra per la prima casa di coloni. Il 29 ottobre 1818 arrivarono le prime famiglie nella colonia, che per il momento fungeva da "colonia di prova'. Vennero scelte un totale di 52 famiglie, provenienti da tutte le parti del paese, per partecipare all'esperimento di Johannes van den Bosch. Dopo quattro anni e mezzo, 42 famiglie vivevano ancora sotto la cura della Società della Benevolenza. Molti di loro continuarono a vivervi fino alla loro morte. Le loro fortune sono descritte in dettaglio da Wil Schackmann in De Proefkolonie.

### Colonie libere
La società iniziò quindi a costruire delle colonie definitive, costituite da piccole case coloniche con un po' di terra. Le case erano distanziate, a intervalli regolari, lungo strade rettilinee. Le colonie I e II furono successivamente trasformate nel villaggio Frederiksoord, le altre colonie nei villaggi Wilhelminaoord e Boschoord (nel sud-ovest: Drenthe) e Willemsoord (nel nordovest: Overijssel). Qui furono ospitate circa 1.400 famiglie nel periodo 1818-1911. Al fine di educare la popolazione e proteggerla dalle influenze malvagie, la Società fondò le proprie scuole e introdusse il "denaro della colonia". Quei soldi non durarono a lungo, ma le scuole sì. Oltre alle scuole primarie, la società fondò anche istituti di formazione professionale come l'Istituto per l'agricoltura, attivo dal 1823 al 1859, a Wateren, nel 1884 la Gerard Adriaan van Swieten Tuinbouwschool e nel 1887 l'omonima scuola forestale a Frederiksoord e la Gerard Adriaan van Swieten Agricultural School nel 1884 a Willemsoord. La fondazione di queste scuole fu resa possibile da una donazione dell'ex maggiore di cavalleria, Frederic Henri Louis van Swieten. La scuola di orticoltura è stata trasferita a Meppel nel novembre 2005.
I coloni potevano ricevere una medaglia di bronzo, d'argento o d'oro come ricompensa per il "lavoro diligente e buona condotta", con una somma annuale di 2,5, 5 e 10 fiorini ad essa connessa.
Chiunque potesse dimostrare di poter sopravvivere a sufficienza con i prodotti della sua terra e del suo bestiame, riceveva la medaglia d'argento o d'oro e poteva essere promosso a mezzadro o "agricoltore libero". La nomina del capo distretto o il collocamento come agricoltore in una delle grandi fattorie di Ommerschans o Veenhuizen era una prospettiva allettante.
Su iniziativa di Johannes van den Bosch, nel 1822, a Wortel fu costruita la libera colonia di Wortel con 129 piccole fattorie. La colonia di Wortel fu completamente demolita dopo la Rivoluzione belga.

### Colonie non libere

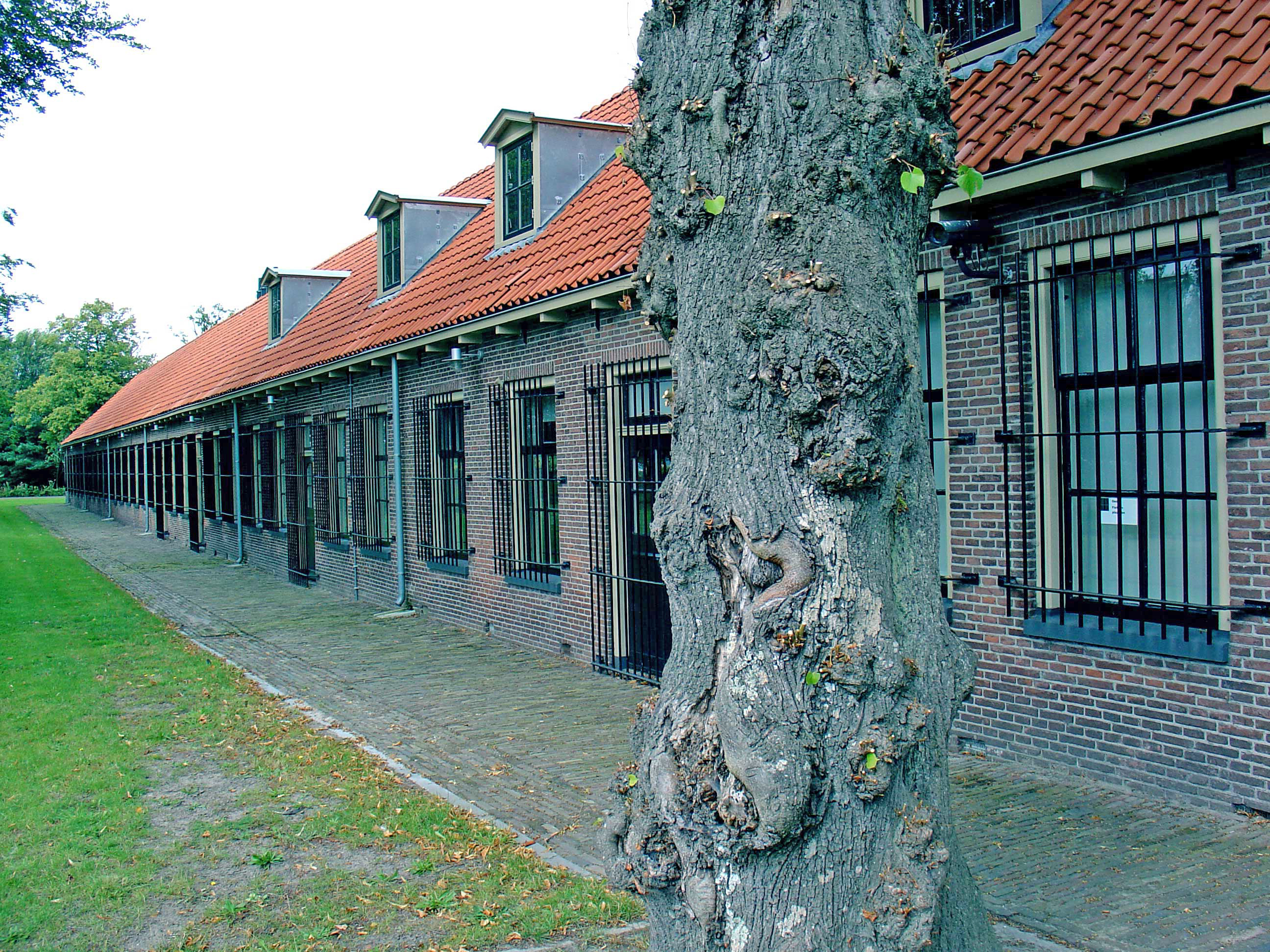
Veenhuizen (seconda colonia), ora un museo.

A Veenhuizen e Ommerschans vennero costruite colonie penali. Qui orfani, vagabondi e mendicanti venivano reclusi e messi al lavoro, ma anche i coloni potevano finire qui, ad esempio come punizione per l'abuso di alcol, fornicazione, prodigalità, brutalità o diserzione. A Ommerschans venne istituito un asilo e tre a Veenhuizen.
Nel 1825 fu costruita una colonia non libera a Merksplas.

### Acquisizione da parte del governo
Nel 1859 le colonie non libere furono rilevate dallo Stato olandese. Ommerschans fu chiuso nel 1890. Veenhuizen divenne quindi una prigione. 
Nel 1866 in Belgio entrò in vigore la legge sul vagabondaggio. Secondo quella legge, un vagabondo era una persona senza reddito che non aveva abbastanza soldi per comprare una pagnotta. Il vagabondaggio era un reato punibile con la reclusione.
Nelle sedi di Hoogstraten, Merkplas e Wortel, nel 1881 furono create le nuove Rijkswelzaamheidskolonies. Merkplas era un'istituzione penale aperta, in questa veste la colonia è esistita fino al 1993 quando è stata abolita la legge sul vagabondaggio. La colonia di Merksplas è ora un istituto penale e un centro per richiedenti asilo. I cinque edifici più importanti sono protetti come monumenti.

## Galleria d'immagini

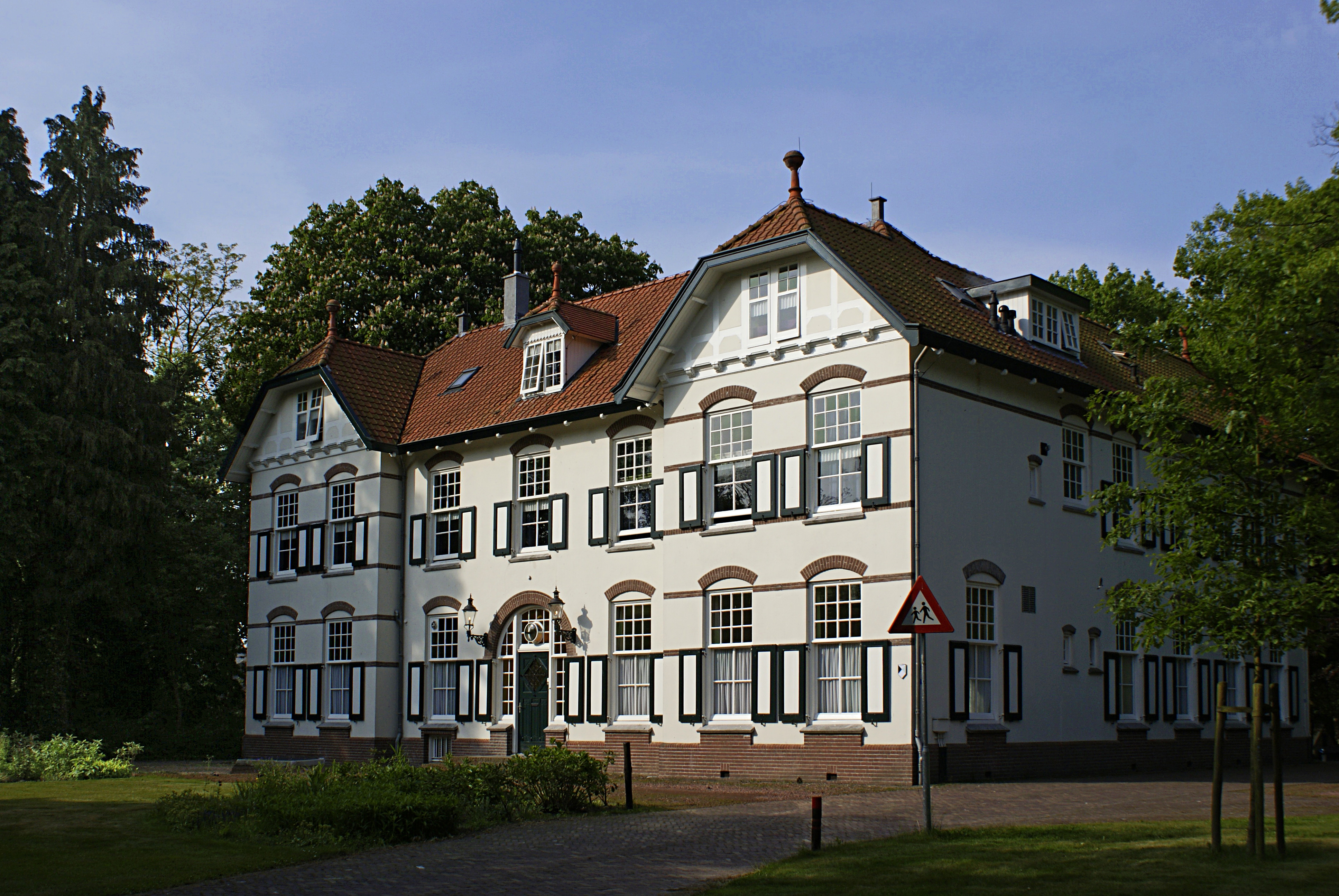
Wilhelminaoord
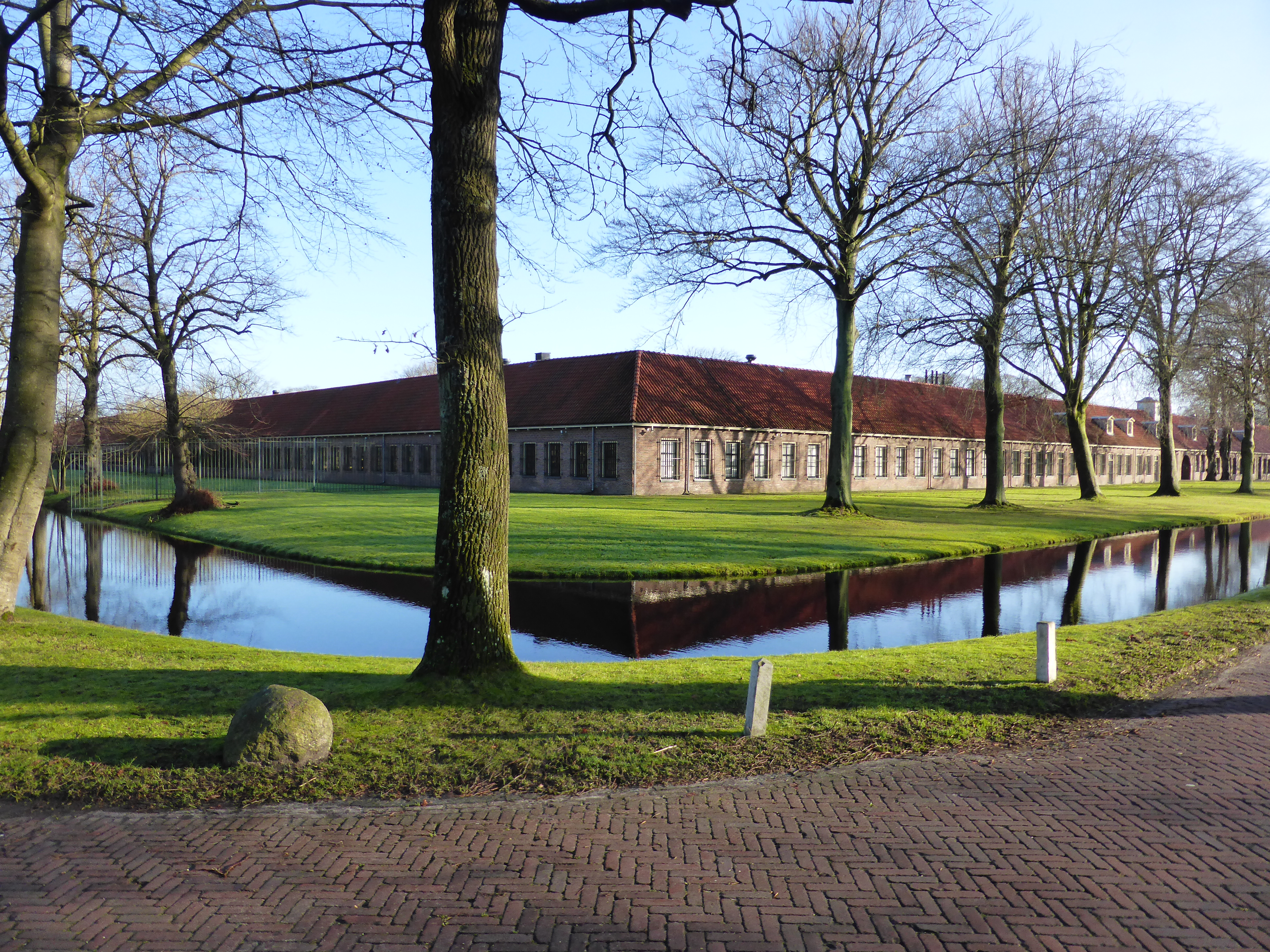
Veenhuizen
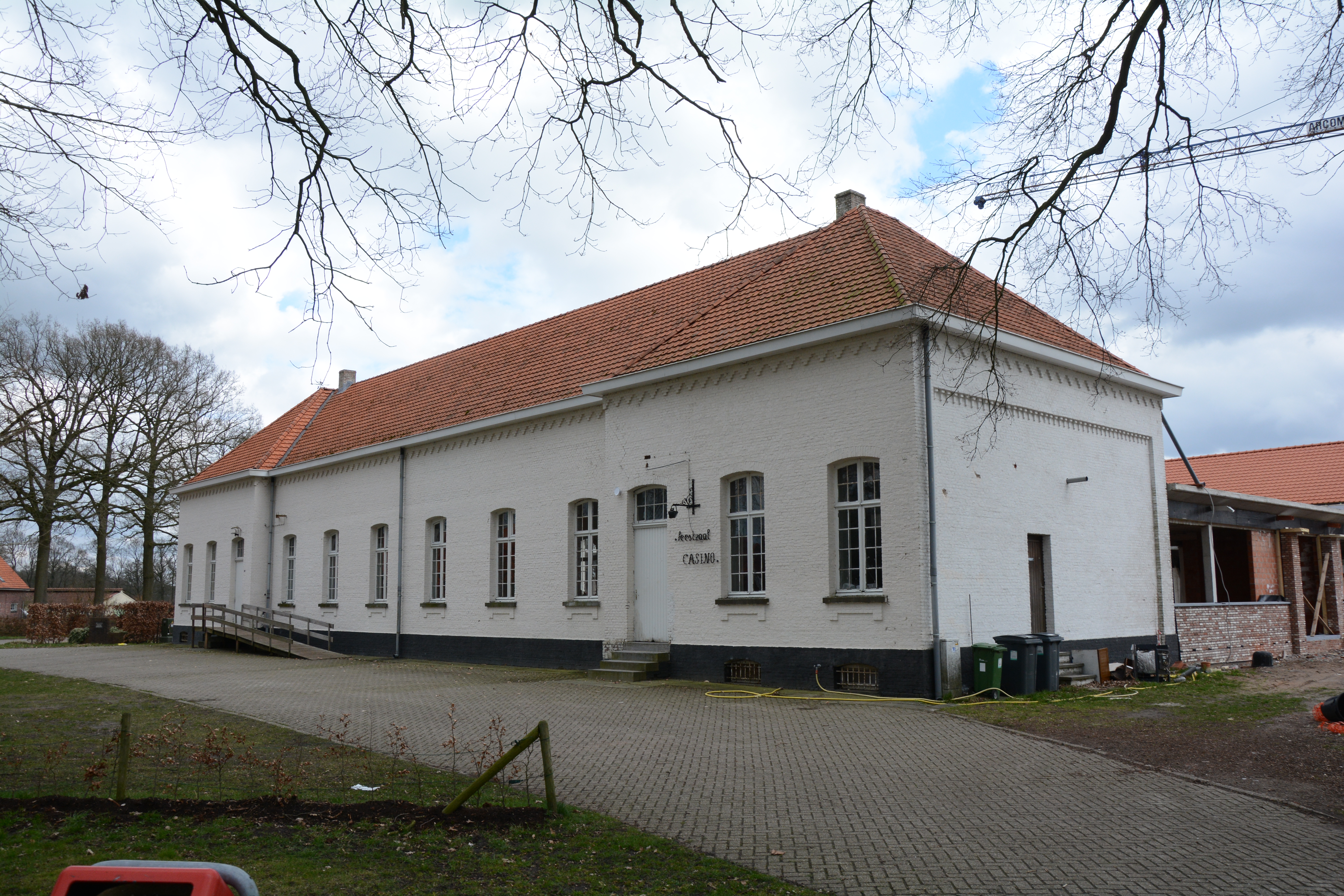
Colonia di Wortel